# Hexacinia marginemaculata
Hexacinia marginemaculata är en tvåvingeart som först beskrevs av Macquart 1851.  Hexacinia marginemaculata ingår i släktet Hexacinia och familjen borrflugor. Inga underarter finns listade i Catalogue of Life.